# Гарнізон

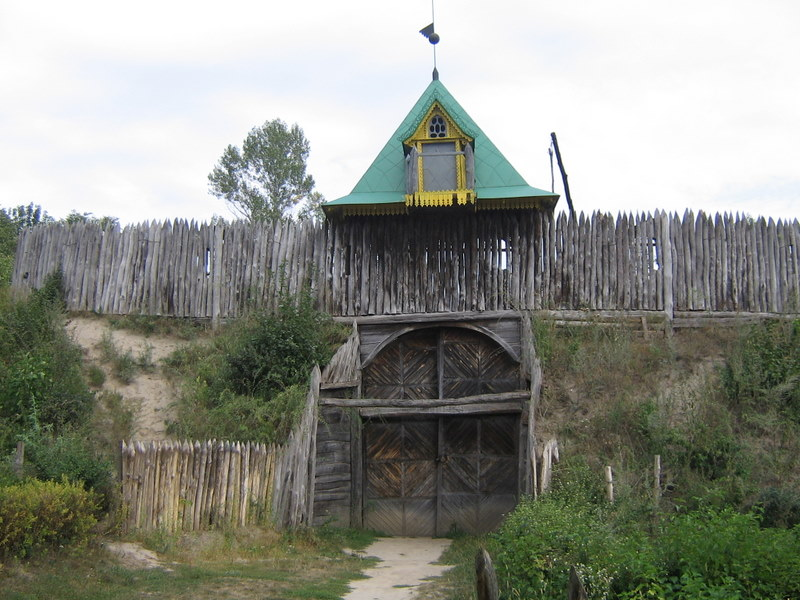
Козацька залога 17 століття (реконструкція). Музей народної архітектури та побуту Середньої Наддніпрянщини.

Гарнізо́н (від фр. garnison, походить від дієслова garnir — споряджати), залога — військові частини, військові навчальні заклади і установи, розташовані постійно або тимчасово в певному населеному пункті або районі зі встановленими межами для охорони та оборони його в мирні та воєнні часи.
Гарнізон як військова організація та структура, прив'язаний до певного пункту постійної дислокації протиставляється польовим (активним) військам, які призначені для маневрової війни.

## Згідно Статуту гарнізонної та вартової служби України
Військові частини, штаби, організації, установи та військовонавчальні заклади Збройних Сил України, розташовані постійно чи тимчасово в населеному пункті (пунктах) або поза ним (ними), становлять гарнізон.
До складу гарнізону також входять військові частини Державної прикордонної служби України, Служби безпеки України, внутрішніх
військ Міністерства внутрішніх справ України, військ Цивільної оборони України та інших військових формувань, утворених відповідно до законів України.

### Посадові особи гарнізону
- У кожному гарнізоні наказом командувача військ оперативного командування, а в місті Києві та містах розташування штабів видів

Збройних Сил України наказом Міністра оборони України призначається начальник гарнізону. До призначення начальника гарнізону його обов'язки виконує старший за посадою командир (начальник), а при рівних посадах — старший за військовим званням.
- У гарнізонах, де розташовані військові частини ВійськовоМорських Сил Збройних Сил України, наказом Головнокомандувача Військово-Морських Сил Збройних Сил України призначається старший морський начальник.
- У разі розміщення у військовому містечку кількох військових частин Збройних Сил України наказом начальника гарнізону з командирів цих частин призначається старший військового містечка.
- У гарнізонах за наявності в їх складі кількох військових частин Збройних Сил України із військових службових осіб, старших за відповідною посадою, наказом начальника гарнізону призначаються:
  - заступник начальника гарнізону;
  - заступник начальника гарнізону з виховної роботи;
  - заступник начальника гарнізону з тилу;
  - помічник начальника гарнізону з правової роботи;
  - начальник зв'язку гарнізону;
  - начальник квартирно-експлуатаційної частини гарнізону;
  - начальник фінансово-економічної служби гарнізону;
  - начальник медичної служби гарнізону;
  - начальник служби ветеринарної медицини гарнізону;
  - начальник служби радіаційного, хімічного і біологічного захисту — начальник служби екологічної безпеки гарнізону;
  - начальник служби пожежної безпеки гарнізону;
  - військовий диригент гарнізону.
- Начальником гарнізонної гауптвахти в установленому порядку призначається офіцер. Він одночасно є одним із помічників військового коменданта гарнізону.